# 克里斯特爾鎮區 (愛荷華州漢考克縣)
克里斯特爾鎮區（英語：Crystal Township）是位於美國愛荷華州漢考克縣的一個行政鎮區。

## 地方資料
根據2010年美國人口普查的數據，克里斯特爾鎮區的面積為91.96平方千米，當中陸地面積為90.93平方千米，而水域面積為1.03平方千米。當地共有人口529人，而人口密度為每平方千米5.75人。